# Chemin gravelais
Pour les articles homonymes, voir Chemin (homonymie).
Le chemin gravelais (« chemin empierré ») ou « chemin du Roy » était jadis (mentionné en 1454) une voie ancienne renommée entre l'actuel département de la Mayenne et la Bretagne, permettant d'aller « d'Anjou en Normandie ». 
C'était en fait une portion du Chemin de Cocaigne, voie gallo-romaine ancienne qui reliait « le Cotentin à la Gascogne ». Cette voie traversait Bourgon au pré du Pavement.